# Brechtbühne

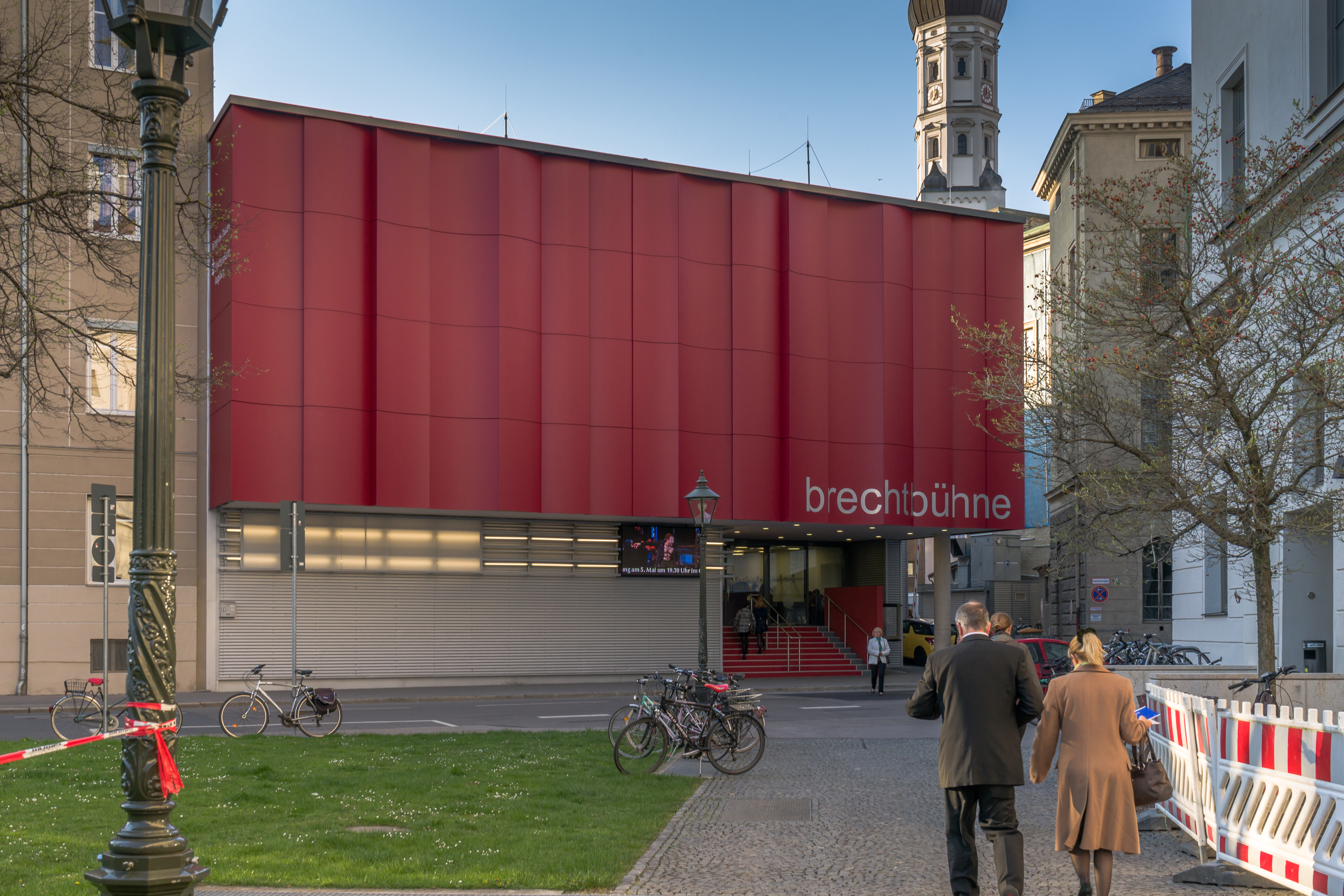
Außenansicht der brechtbühne (Spielstätte 2012–2018)

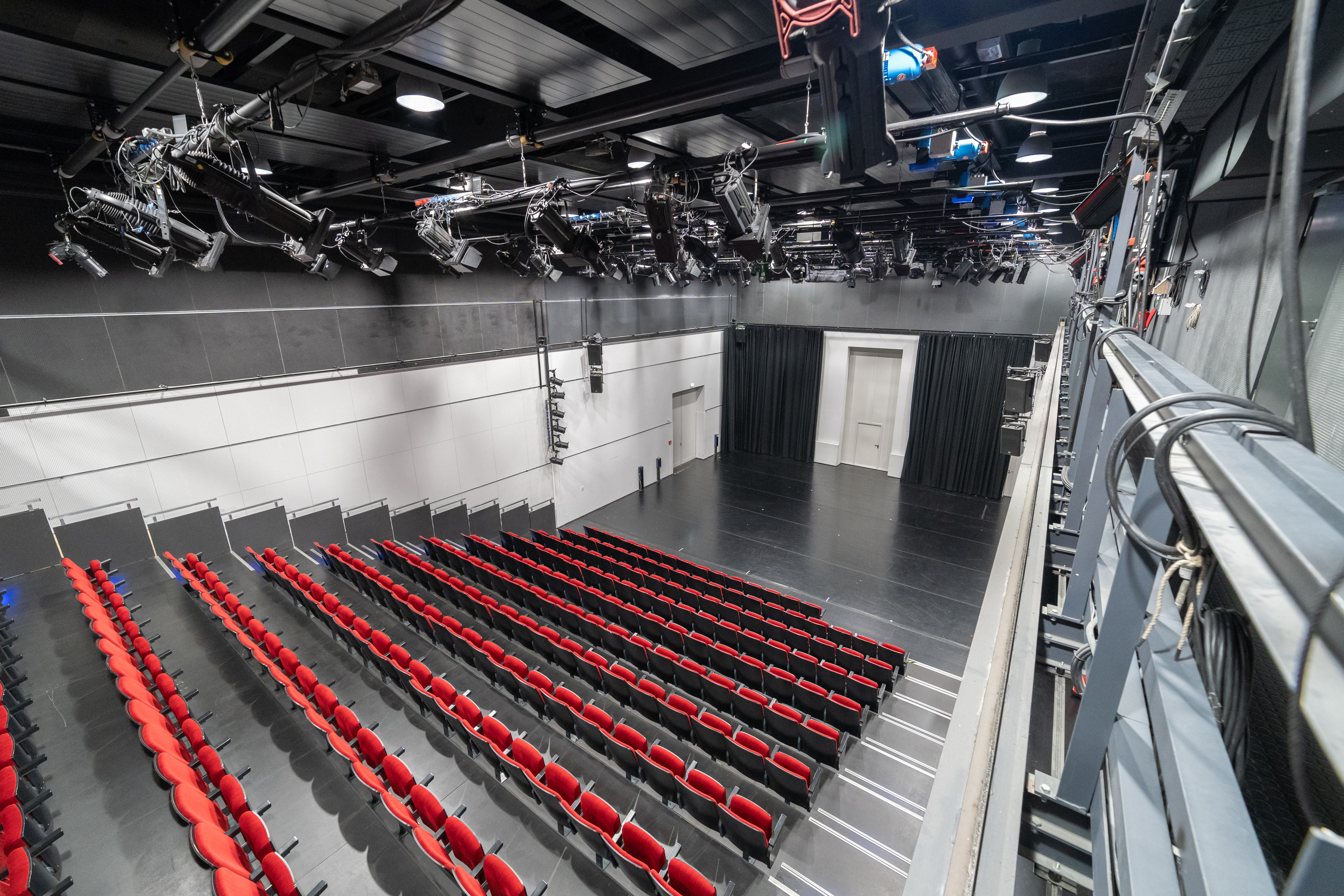
Bühne, Sitzreihen und Lichttechnik der brechtbühne (Spielstätte 2012–2018) vom Laufsteg aus gesehen

Die brechtbühne ist eine moderne Spielstätte des Staatstheaters Augsburg. Die Namensgebung erfolgte in Anlehnung an Bertolt Brecht.
Die ursprüngliche Spielstätte befand sich direkt neben bzw. hinterhalb der Hauptspielstätte des Theaters „Großes Haus“. Sie wurde im Jahr 2012 eröffnet und 2018 wieder geschlossen. Eine neue Spielstätte im Gaswerk Augsburg, die als Interimsstandort deklariert ist, öffnete 2019.

## 2012–2018: Spielstätte neben dem Großen Haus
Der Neubau einer zweiten Spielstätte des Theaters Augsburg war notwendig geworden, da die Komödie im Sommer 2010 endgültig geschlossen wurde und vielfach (insbesondere für Proben) auf weiter entfernte Spielstätten ausgewichen werden musste. Der Freistaat Bayern förderte die Spielstätte mit rund 1,7 Millionen Euro. Die offizielle Eröffnung fand am 27. April 2012 nach nur sieben Monaten Bauzeit statt.
Die Fassade des auch als „Container“ bezeichneten Gebäudes wurde einem roten Theatervorhang nachempfunden. Auf etwa 1.600 m² Nutzfläche fanden dort verschiedene Schauspiel- und Ballett-Inszenierungen sowie andere kulturelle Veranstaltungen vor rund 250 Zuschauern statt. Die erste Aufführung war das Lustspiel Mann ist Mann am 2. Mai 2012.
Nach dem ursprünglichen Plan sollte dieses Gebäude bis 2026 als Bühne genutzt werden, danach elf Jahre als Lagerstätte. 2015 kamen jedoch neue Pläne auf: im Rahmen der Sanierung des Großen Hauses soll nun am Standort der brechtbühne ein Neubau entstehen, in dem eine zweite Spielstätte, Werkstätten, Probenbühnen und eine Verwaltung untergebracht sind. Aus diesem Grund zog die brechtbühne auf einen Interimsstandort um. Die „Container“-Spielstätte wurde 2019 abgerissen.

## Seit 2019: Spielstätte im Gaswerk
Nach zwei Jahren Bauzeit fand im Januar 2019 mit der Premiere des Stücks „Europe Central“ die Eröffnung der neuen Spielstätte der brechtbühne im Ofenhaus des Augsburger Gaswerks statt. Am Standort im Gaswerk gibt es 219 Plätze im Zuschauerraum. Bei dem Umzug wurden die Sitze und auch die meiste Technik wiederverwendet. Nach dem Wunsch der SPD wurde der Name brechtbühne für diesen neuen Spielort weitergenutzt.